# Poškození lesa

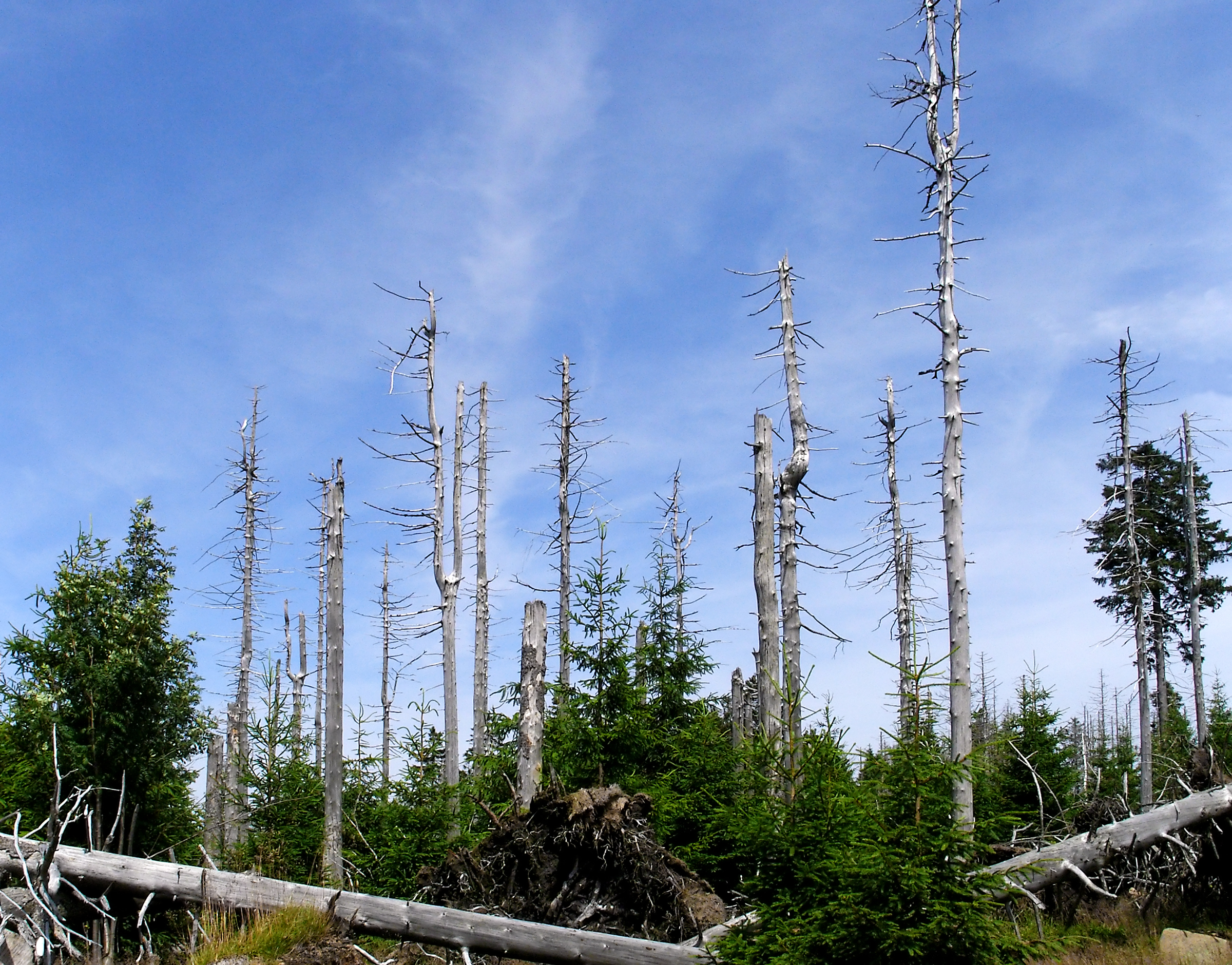
Poškození lesa má různorodé příčiny

Poškození lesa je označení pro poškození a ohrožení populací stromů v důsledku změn stanovištních podmínek nebo škodlivých událostí, které překračují odolnost a přizpůsobivost stromů. Podporuje náchylnost k chorobám a může vést k odumírání stromů a dokonce i k rozsáhlému odlesňování.
Tyto procesy, které probíhají především v lesním ekosystému, se z ekonomického hlediska označují jako škody, pokud snižují výnos dřeva, zhoršují hospodaření v lese, funkce lesa nebo jiná, především antropocentrická hodnocení, jako je krajinný a přírodní estetický ráz. Konečným důsledkem poškození lesa jsou rozsáhlé mýtní porosty. Čím více je les pod vlivem člověka (monokultury, lesy věkových tříd, výběr druhů nevhodných pro danou lokalitu, nadměrná exploatace atd.), tím nižší bývá biodiverzita a odolnost ekosystému, takže riziko poškození lesa je výrazně vyšší. Přírodní lesy a přírodě blízké lesy jsou často méně náchylné (i když poškození znečištěním nebo změny půdy poškozují stejně nebo někdy i více i přírodní lesy) než hospodářské lesy.
V užším slova smyslu se pojem lesní choroby vztahuje na choroby stromů. Často se však používá také jako synonymum pro poškození lesa. Fritz Schwerdtfeger ve svém standardním díle Forest Diseases Toto přirovnání zdůvodňuje tím, že by tomu tak bylo, „pokud bychom pojem choroba chápali ekologicky a vztahovali jej k biotickému společenstvu. Ohrožení existence pak spočívá v narušení struktury vztahů“. Poškození ekologie zahrnuje vyřazení určitého druhu z ekosystému, jako například jilmů v průběhu „odumírání jilmů“. Ekonomické ocenění takové škody lze odvodit pouze nepřímo a s velkou nejistotou.

## Formy poškození
Poškození lesa se dělí podle toho, zda je přirozeného původu (poškození lesa v tradičním smyslu), nebo zda je způsobeno přímo či nepřímo člověkem. Existuje také nový typ poškození lesa, který se objevuje od konce 70. let 20. století a který lze pravděpodobně přičíst různým příčinám jako komplexní onemocnění („odumírání lesa“).

### Přirozená poškození lesa
Rozlišuje se abiotické a biotické poškození lesa. Nejdůležitějšími abiotickými stresovými faktory pro lesy jsou fyzikálně účinné příčiny vichřice, sníh a požár. Stejný účinek má sucho (nedostatek vody), mechanické poškození, sesuvy půdy a laviny, elektřina a radioaktivita. Chemickými faktory jsou okyselení půdy a těžké kovy, přísun látek, nedostatek kyslíku (nadbytek vody) a nedostatek živin.

### Abiotické příčiny
Výchozím bodem abiotického poškození lesa je obvykle meteorologická anomálie, která následně často vytvoří podmínky pro rozsáhlý výskyt biotického poškození. Hurikány lámou stromy nebo je vyvracejí – to může mít za následek masové rozšíření hmyzu. Sucho oslabuje vegetaci a zvyšuje riziko vzniku požárů v lesích, které mohou rovněž způsobit značné škody. Ve vzácnějších případech dochází k povodním v lesích, jejichž stromy nejsou na takovou zátěž prostředí adaptovány.

#### Mráz
Mráz ohrožuje některé druhy dřevin zejména po začátku vegetačního období: takové „pozdní mrazy“ ničí buněčnou tkáň listů nebo nově vytvořené jehlice stálezelených jehličnanů na mladých stromech, proto jehlice a výhony usychají a často odumírají. Ztráta jehličí způsobená pozdními mrazy je známá jako „mrazový žlab“. Ohroženy jsou i stromy v nízko položených místech, kde chybí odtoky studeného vzduchu, což se označuje jako „mrazové kotliny“. Toto riziko je obzvláště vysoké (na severní polokouli) na svazích obrácených k jihu a jihozápadu kvůli zvýšenému slunečnímu záření: stromy tam po zimě dříve raší. Mezi dřeviny zvláště ohrožené pozdními mrazy patří buk lesní a jedle bělokorá, které se z tohoto důvodu zpravidla zmlazují pouze pod korunami stromů. Dřeviny cizího původu, jako je douglaska tisolistá, jsou více ohroženy, pokud vyklíčí dříve.
Stejně tak se mohou na konci vegetačního období vyskytnout „časné mrazy“, které jsou obecně považovány za méně škodlivé.

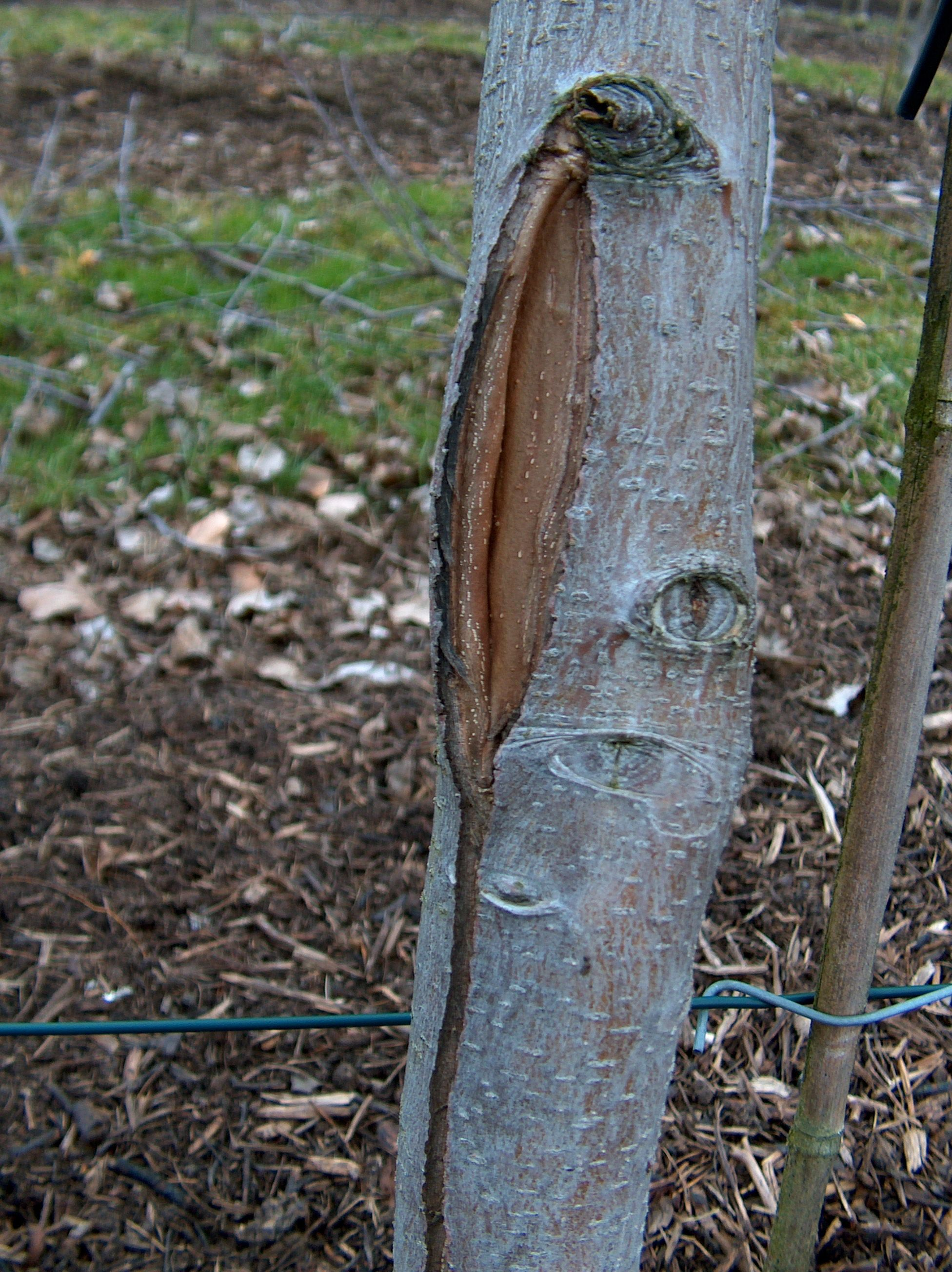
Mrazová trhlina na ovocném stromě

Zimní mrazy mohou mít také negativní vliv na zdravotní stav stromů, avšak druhy stromů, které jsou přizpůsobeny dané lokalitě, jsou zimními mrazy poškozovány jen zřídka. Nedostatek draslíku zvyšuje náchylnost k poškození, protože tento prvek je důležitý pro odolnost jehličnanů vůči zimním mrazům. Za jasných zimních dnů může dojít k mrazovému vysušení, které v průběhu léta způsobí odbarvení a ztrátu jehlic. Mrazová suchost je způsobena tím, že zimní sluneční světlo stimuluje asimilační procesy v jehlicích jehličnanů. Voda potřebná pro úspěšnou fotosyntézu však není stromům k dispozici, protože je vázána zmrzlou půdou, a nemůže být proto mobilizována. Nedostatek vody ještě zhoršuje vítr, který zvyšuje transpiraci. Mrazové sucho je mimo jiné způsobeno výškou stromové hranice, tj. výškou nad mořem, nad níž se růst stromů zpomaluje.
Další mrazové škody způsobují „mrazové desky“: sluneční záření ohřívá kůru buku, smrku a dalších tenkokorných dřevin, která je v důsledku chladu uvnitř kmene namáhána teplotními rozdíly a podélně se trhá. Kůra se později odlupuje po obou stranách trhliny. Poškození připomíná spálení sluncem.
Mrazové trhliny jsou podélné praskliny ve kmeni, které vznikají na většinou volně stojících listnatých stromech při náhlém poklesu teploty v důsledku napětí způsobeného procesy smršťování celulózy ve dřevě spojenými s vysycháním mrazem. (Dříve běžný termín „ledová trhlina“ je zavádějící, protože na rozdíl od dřívějších předpokladů není vznik trhliny způsoben přechodem kapalné vody v led spojený s nárůstem objemu). Tímto typem abiotického poškození jsou ohroženy zejména kruhově pórovité tvrdé dřeviny, jako jsou duby a jilmy. Podobné trhliny vznikají i při úderu blesku.

#### Teplo
Kromě všeobecného nedostatku vody, který oslabuje obranyschopnost stromů proti biotickým příčinám poškození (tvorba pryskyřice a inhibičních látek), může ve dřevě docházet k fyzikálnímu namáhání. Při stresu suchem může dojít k tepelným trhlinám, zejména u mladších jehličnanů. Kromě předčasného opadu listů mohou z listnatých stromů (buků) odpadávat větve také v důsledku náhlého zlomu větví (letní zlom). Nedostatek vody a s ním spojený vodní deficit stromu způsobuje silné pnutí dřeva. Kmen praská asi jeden metr nad zemí; to může pokračovat až do koruny a slouží jako vstupní místo pro další patogeny, zejména houbové patogeny, jako je krvácející vrstevnatá houba jehličnanů, do dřevěného těla.
Pokud jsou stromy s tenkou kůrou, jako např. buk lesní, náhle vystaveny letnímu slunci a kmen je přímo vystaven slunečnímu záření, může dojít ke "spálení": Kůra na nejvíce exponované straně praskne a odlupuje se. Následné infekce způsobené hnilobou rány nejsou neobvyklé.

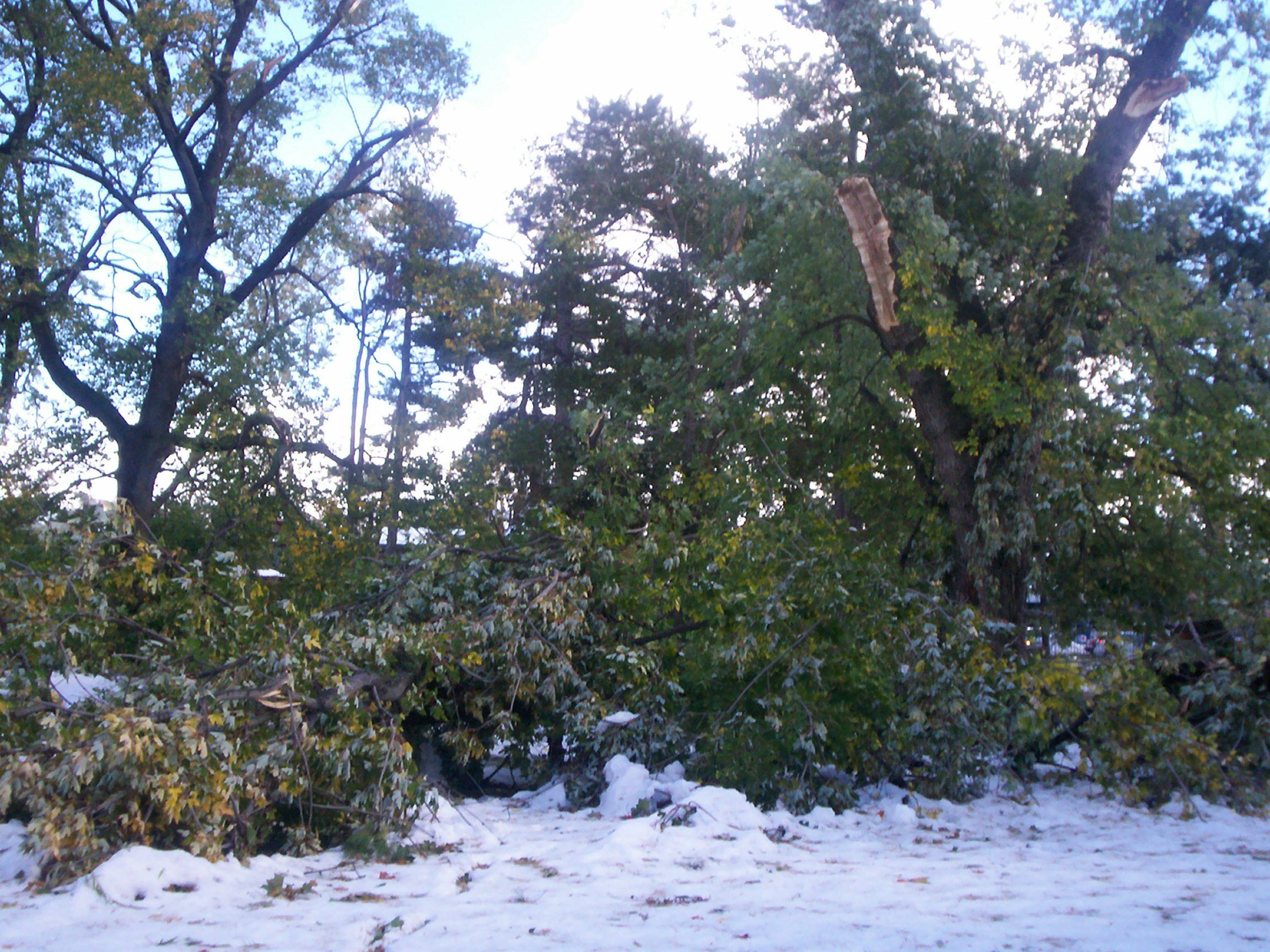
Poškození lesa sněhem

#### Sníh a led
Sníh, zejména mokrý, může mít negativní vliv kvůli tlaku, který vyvíjí na stromy. Jehličnany, které nejsou přizpůsobeny svému stanovišti (např. smrk pichlavý), a větve listnatých stromů jsou velmi náchylné k lámání sněhem. K tahu sněhu dochází na svazích v důsledku sjíždění sněhové pokrývky, která vytlačuje mladé stromky ze svislice a způsobuje šavlovitý růst nebo vyzdvihuje malé stromky ze země. Jehličnany jsou kvůli své stálezelené povaze ohroženy více než listnaté stromy.
Na stromech se mohou tvořit rampouchy. Stejně jako nahromaděný mokrý sníh mohou přetížit nosnost větví a větviček. Kroupy svou kinetickou energií větve rozbíjejí.

#### Bouře
Bouře vede buď k větrnému polomu (koruna stromu nebo větve se zlomí), nebo k větrnému vývratu (strom je vyvrácen). Škody jsou způsobeny neplánovaným a předčasným ukončením života daného stromu, poškozením ostatních stromů při jeho pádu, vysokými náklady na nápravu škod (nezřídka dochází ke smrtelným nehodám) a poškozením ostatních stromů při odstraňování padlého stromu. V případě jehličnatého dřeva se zvyšuje riziko masového rozšíření kůrovcového a dřevokazného hmyzu, pokud se neprovádí jeho zpracování. Pro následné založení porostu jsou často nutná rozsáhlá přípravná opatření.

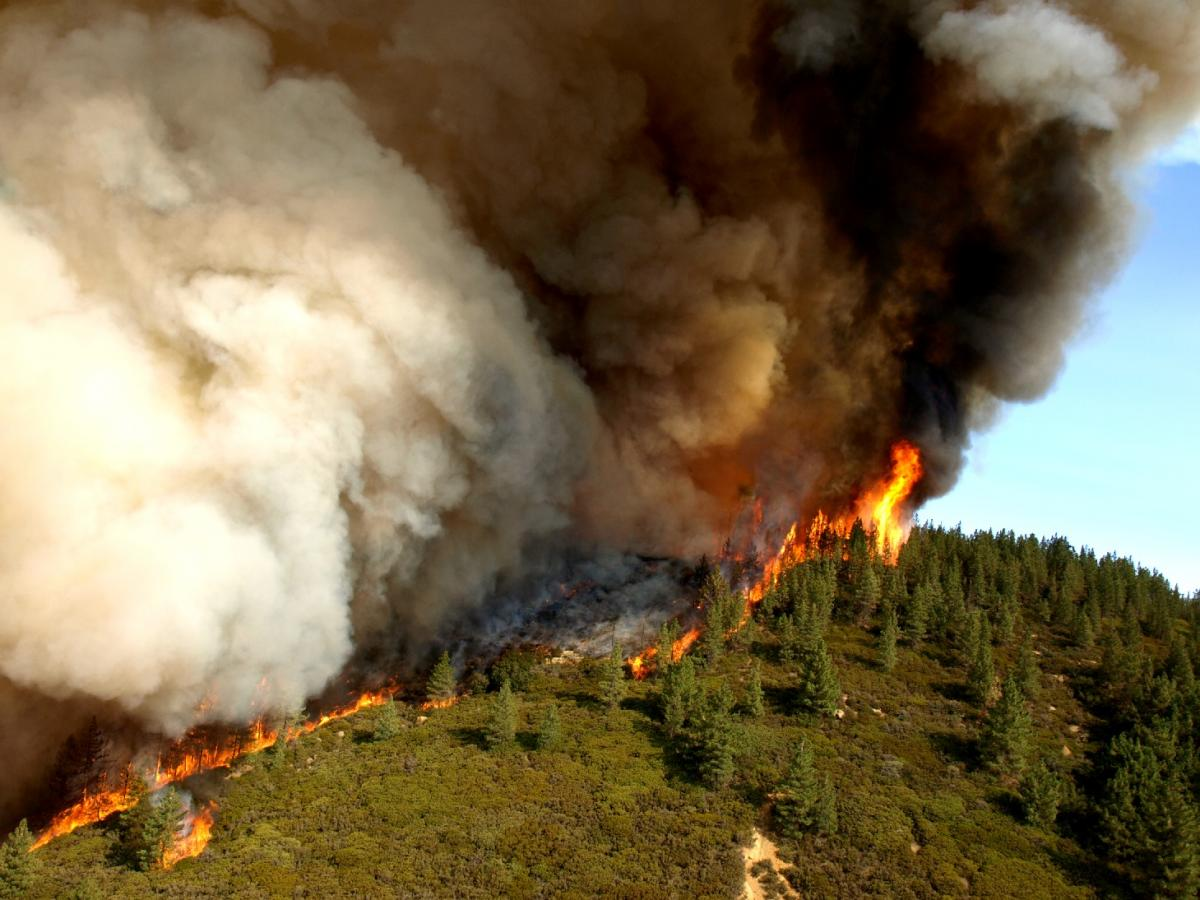
Korunový požár v severoamerickém lese

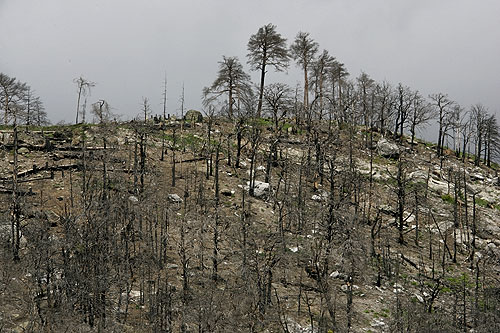
Lesní plocha poškozená lesním požárem

#### Oheň
Lesní porosty jsou ničeny korunovými požáry; ostatní typy lesních požárů jsou méně škodlivé. Přízemní požáry spalují pouze organickou vrstvu lesní půdy. Ničivé jsou však požáry rašeliny, které se obtížně hasí, dlouho doutnají pod zemí a ničí kořeny stromů. Lesní požáry jsou však také součástí přirozené dynamiky některých typů lesů v boreální zóně.

#### Poruchy výživy
Dalšími možnými abiotickými příčinami poškození jsou poruchy výživy. Ty se projevují na listech nebo jehlicích jako změna barvy v důsledku nedostatku některých živin, jako je železo a mangan („vápenatá chloróza“), fosfor, draslík, měď nebo hořčík. Nedostatek dusíku vede ke zpomalení růstu a přesycení dusíkem stromy rovněž oslabuje (často se objevují příznaky nedostatku hořčíku). Toxický účinek mohou mít i vstupy látek, například silniční soli. Chloridové ionty snižují osmotický potenciál.
Nedostatek kyslíku může být způsoben záplavami. V závislosti na druhu a vitalitě může mnoho stromů v mírném pásmu přežít bez následků přibližně 15 až 25 dní. Nedostatek kyslíku však může být způsoben také zhutněním půdy.

#### Další abiotické příčiny
Elektřina může stromy poškodit v podobě úderu blesku. Kmen pak praská po celé délce. Tyto praskliny jsou stromem zakryty. I po desítkách let je však lze zřetelně rozpoznat podle pásovitých ztluštěnin podél průběhu trhliny, které se podle příčiny nazývají „bleskové pásy“. Navenek je lze jen stěží odlišit od překrytí trhlin způsobených mrazem nebo teplem.
Kovové třísky lze ve stromech nalézt v případě, že v příslušné lesní oblasti došlo k válečným událostem. Jedná se o střepiny z bomb a granátů, které nemají vliv na vitalitu stromu nebo jen okrajově, představují však značné snížení hodnoty dřeva, protože mohou vážně poškodit pily a jiné stroje a zvyšují riziko úrazů pro pracovníky. Podniky zpracovávající kulatinu jsou dnes zpravidla vybaveny detektory kovů, přesto lze očekávat nižší výkupní cenu dřeva z těchto oblastí.
Zvláštním typem znečištění životního prostředí je kontaminace lesů radioaktivním materiálem. Takto kontaminované dřevo nelze v případě překročení limitních hodnot dále používat.

### Biotické příčiny
Biotické poškození lesa způsobují „lesní škůdci“, tj. živočichové, jako je zvěř, myši, hmyz a houby, bakterie nebo viry. Způsobují je pouze populace určitých organismů. Zařazení určitého druhu do kategorie „škůdce“ není z ekologického hlediska správné, ale v praxi se často provádí pro snadnější srozumitelnost. Kromě obratlovců existuje velké množství patogenních organismů.
Pro hodnocení socioekonomických škod se často počítají prahy škod (doba, kdy jsou náklady na protiopatření nižší než očekávané škody). V případě populací hmyzu se jako indikátory těchto prahů škod používají kritická čísla. Pro škody způsobené lovnými druhy zvířat se v Německu prahy škod nevypočítávají, protože regulace populační hustoty je v kompetenci myslivecké správy.

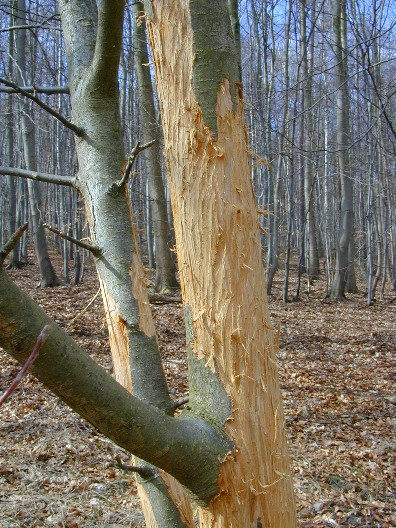
Okus stromů jelení zvěří

#### Sudokopytníci
Ožírání výhonů a pupenů srnčí zvěří s preferencí určitých druhů dřevin je v Česku běžným problémem, který představuje zdaleka největší podíl úsilí potřebného k zabránění škodám způsobeným zvěří v obnovovaných porostech. Ekologické škody způsobené srnčí zvěří jsou rovněž významné, protože se živí velmi selektivně. To má za následek segregaci druhů a regionální vymizení některých bylin, jako je lilie zlatohlavá, věsenka nachová a vrbovka úzkolistá. Zároveň se tím nepřímo podporují trávy, které ztěžují obnovu lesů (ostřice třeslicovitá, známá jako „mořská tráva“, třtina, medyněk, metlička křivolaká a květnaté ostřice, bezkolenec, ostřice bílá a zelená).
Za určitých okolností jeleni loupou kůru z mladších stromů, aby je sežrali. V důsledku toho jsou tyto stromy vážně poškozeny. V lesním hospodářství způsobují divoká prasata významné škody pouze požíráním semen. Příležitostně jsou jednotlivé stromy poškozovány tím, že zvěř odírá kůru. Kamzíci, stejně jako mufloni, mohou způsobit značné škody na stromech požíráním kůry a listů.

#### Drobní savci
Myši, zejména norník rudý a hraboš polní, ohlodávají kořeny a/nebo kůru stromů, nejlvíce listnatých, a mohou tak způsobit úplnou ztrátu mladých porostů. Ostatní druhy myší, včetně myšice lesní, způsobují pouze menší škody požíráním semen. Veverky šedé také loupou kůru, ale vždy v korunách starších stromů. Výsledkem je žír v podobě prstence o šířce dlaně. Poškozené větve odumírají a do kmene proniká hniloba.

#### Hmyz a pavoukovci
Mnoho druhů brouků se živí různými částmi těla rostlin. Rozmnožují se ve dřevě (dřevokazní brouci, dlouhozobky) nebo mezi dřevem a kůrou (kůrovci). Zatímco ti první znehodnocují dřevo, ti druzí mohou přerušením cest způsobit na stromě fatální škody. Některé vosy jsou také dřevokazné. Tyto druhy rodu Sirex, například modrá vosička smrková (S. noctilio), jsou v mnoha zemích jižní polokoule tak významnými škůdci dřeva, že se pro mezinárodní obchod vyžadují takzvané Sirex certifikáty, které prokazují, že dřevo bylo ošetřeno proti napadení vosičkami. Z četných nosatců, kteří napadají především listové orgány, má ve střední Evropě velký význam nosatec hnědý. Motýli se objevují především jako požírači listů. Silně napadené stromy jsou někdy housenkami zcela obnaženy. Pokud k takovému vyžínání dochází v následujících letech, hynou. Objevují se zejména mnišky, různí motýli a obalečovití. Mšice sají mízu z kůry, listů nebo jehlic. Když jsou pupeny sežrány hmyzem, výhony se ohýbají.
Z pavoukovců hrají na stromech roli patogenů roztoči. Vlnovníci vytvářejí své charakteristické hálky, které mají na zdravotní stav stromů jen malý vliv, zatímco pavoukovci sají na buňkách listů a způsobují jejich rychlé vysychání. Důsledkem je snížení asimilace a předčasný opad listů.

#### Houby
Houby mohou napadat různé části rostlinného těla jako (obligátní nebo fakultativní) parazité. Saprofytické houby se živí odumřelým dřevem stromu. V závislosti na tom, zda při tomto procesu dochází k rozkladu ligninu nebo celulózy, se označují jako bílá nebo hnědá hniloba. Napadené stromy se navenek jeví velmi dlouho zdravé, protože rozkladné procesy probíhají uvnitř kmene a nenarušují jeho vitalitu. Teprve ve velmi pokročilých stadiích se na kůře objevují plodnice. Zbarvení dřeva způsobené houbami představuje rovněž technické znehodnocení. Hnilobné houby zpravidla pronikají do organismu poraněním kmene nebo přes kořeny. Významnými „škodlivými organismy“ jsou zejména václavka a kořenovník vrstevnatý. Další houby se vyskytují na listových orgánech. Do této skupiny patří rzi, padlí dubové nebo černá a bílá plíseň sněžná. K novým typům infekce patří voskovička jasanová a Cryptostroma corticale.
Hmyz a houby se někdy objevují jako komplexní onemocnění, například u grafióza jilmu.

#### Bakterie, viry a další
Bakteriální choroby, jako jsou choroby způsobené bakterií Pseudomonas syringae, lze rozpoznat podle charakteristických deformací dřeva známých jako „cankers“. Tyto choroby mají dlouhý průběh. Viry se poznají podle určitých vzorovaných, světle zbarvených změn na listech. Tyto chlorózy se jeví jako mozaika, skvrny, prstence nebo pásy. Některé viry vedou také k deformaci listů. Často patří do skupiny Poty nebo Porex. Přesné určení je často možné pouze v laboratorních podmínkách. Choroby způsobené viry nejsou pro stromy obvykle smrtelné.
Možné jsou i choroby způsobené prvoky.

### Historická poškození lesů
Rozlišujeme „klasické poškození emisemi“ a nové typy poškození lesa, které popsal již lesnický vědec Karl Gayer v roce 1866 a které se stále častěji objevují od počátku průmyslové revoluce. K poškození emisemi dochází vždy v blízkosti emitentů, zatímco nové typy poškození lesa se vyskytují daleko od emitentů.

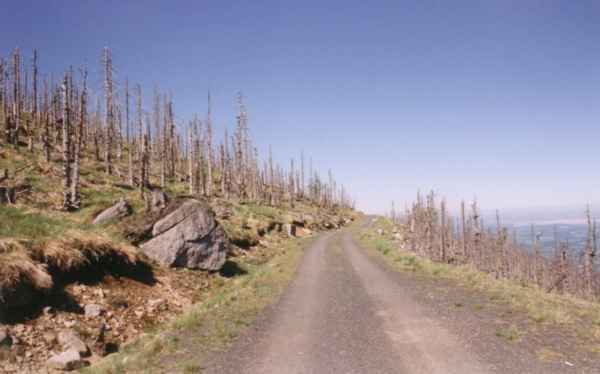
Novodobé poškození lesů v Krušných horách

### Nové typy poškození lesů
Od počátku 70. let 20. století bylo ve střední Evropě pozorováno rozsáhlé odumírání jedle bělokoré, které se stále více šířilo po celém Německu a krátce poté se rozšířilo i na smrk. Začalo se hovořit o „odumírání lesů“.
Příčiny tohoto nového typu poškození lesa nejsou dosud zcela objasněny. Jistá je však souvislost se znečištěním životního prostředí člověkem, případně v interakci s dalšími stresovými faktory. Byly zkoumány tři základní hypotézy:
- hypotéza poškození emisemi (přímý účinek plynných látek, jako je ozón a oxid siřičitý, na jehličí a listy);
- hypotéza kyselých dešťů (vliv plynných látek na půdu vede k jejímu okyselení, a tím ke změnám vlastností stanoviště: Uvolňování toxických iontů hliníku, chloridů, těžkých kovů a organických znečišťujících látek poškozuje jemné kořeny stromů, čímž se snižuje příjem vody a živin a snižuje odolnost stromů vůči suchu, mrazu a chorobám);[16]
- hypotéza stresu (mnoho dalších stresových faktorů zhoršovalo vitalitu lesů a zvyšovalo jejich náchylnost k dalším příčinám poškození).

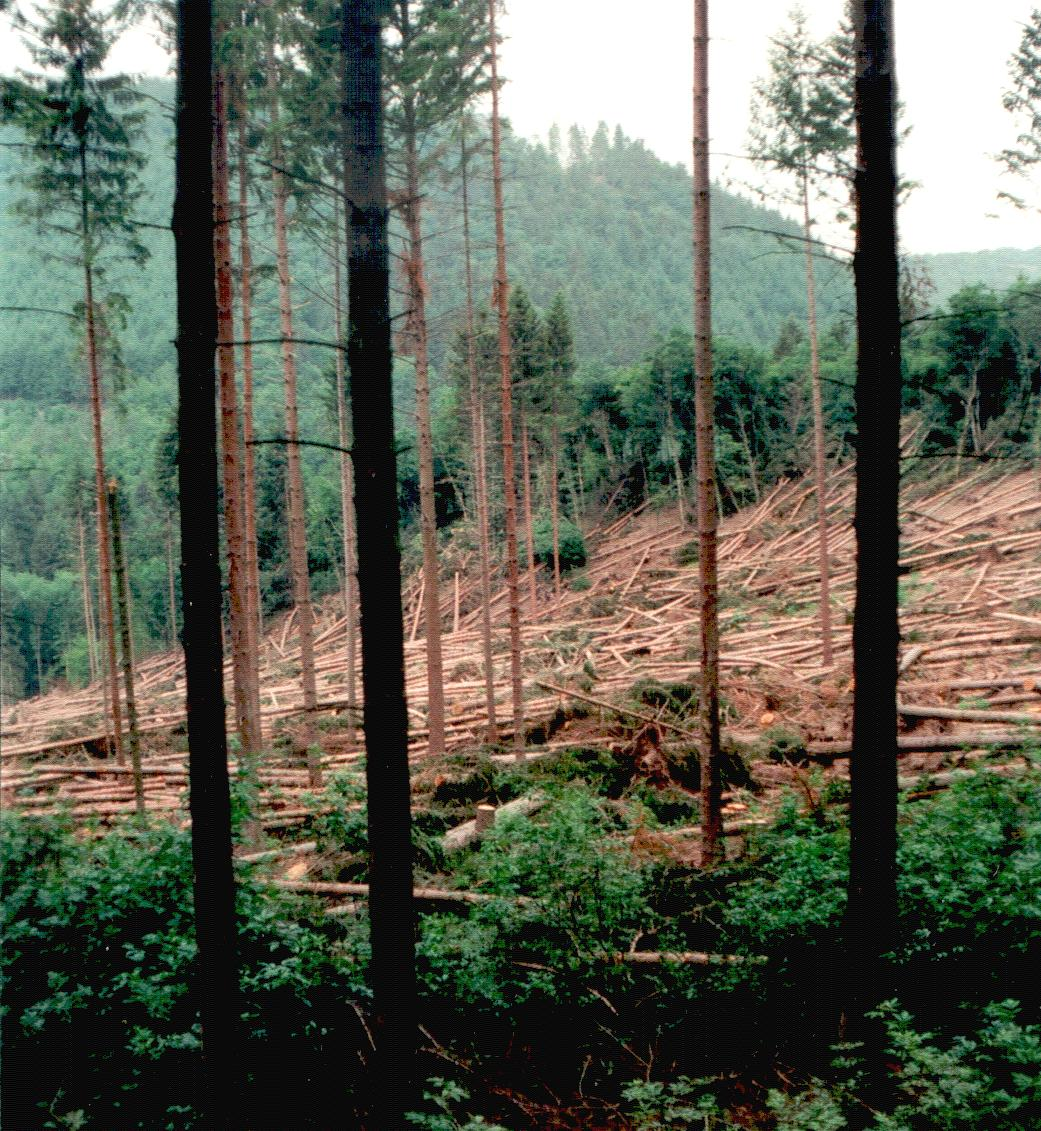
Větrné polomy jsou hlavní příčinou poškození lesů v Evropě

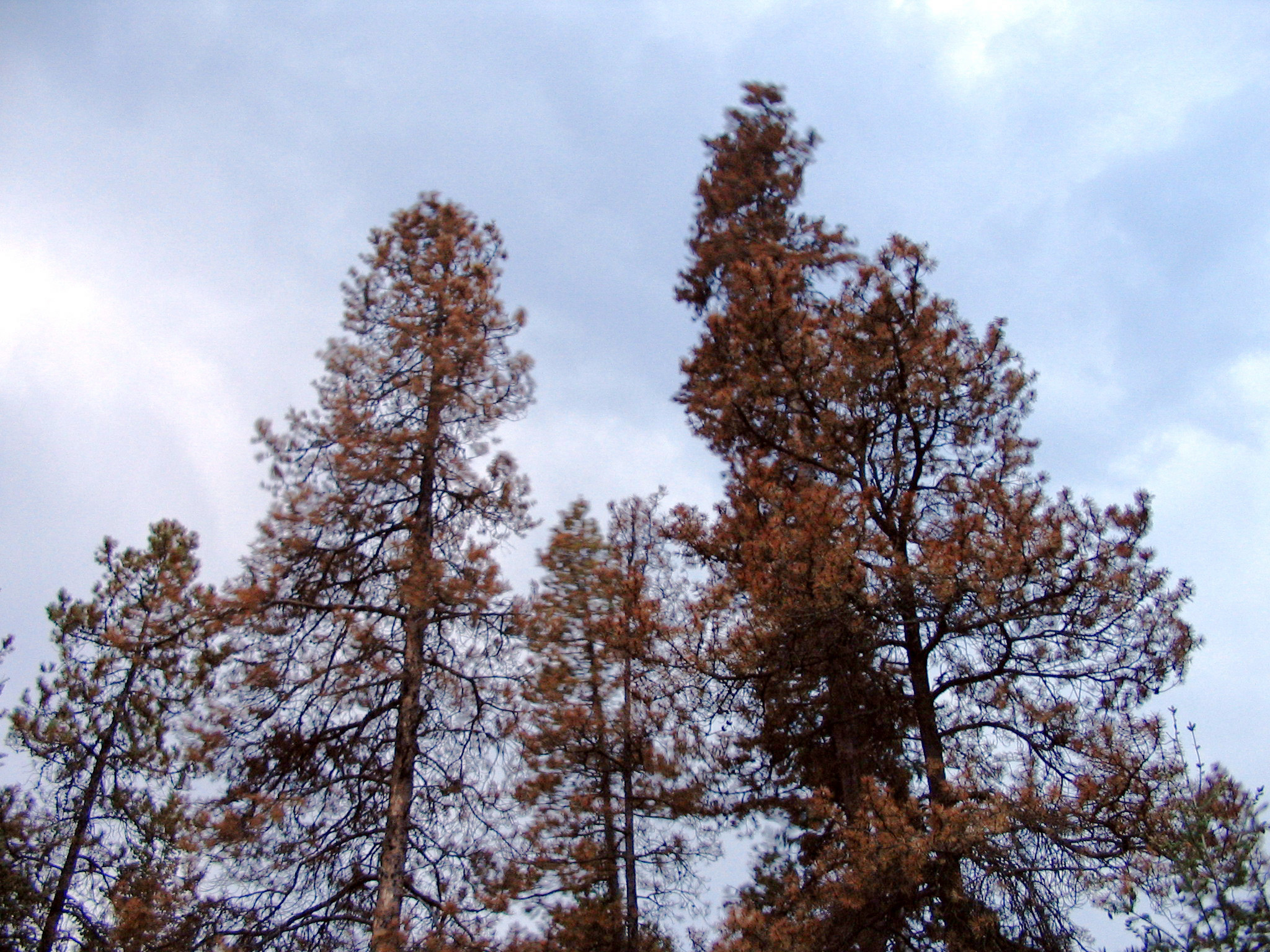
Prosychání korun: raná fáze napadení stromů kůrovcem.

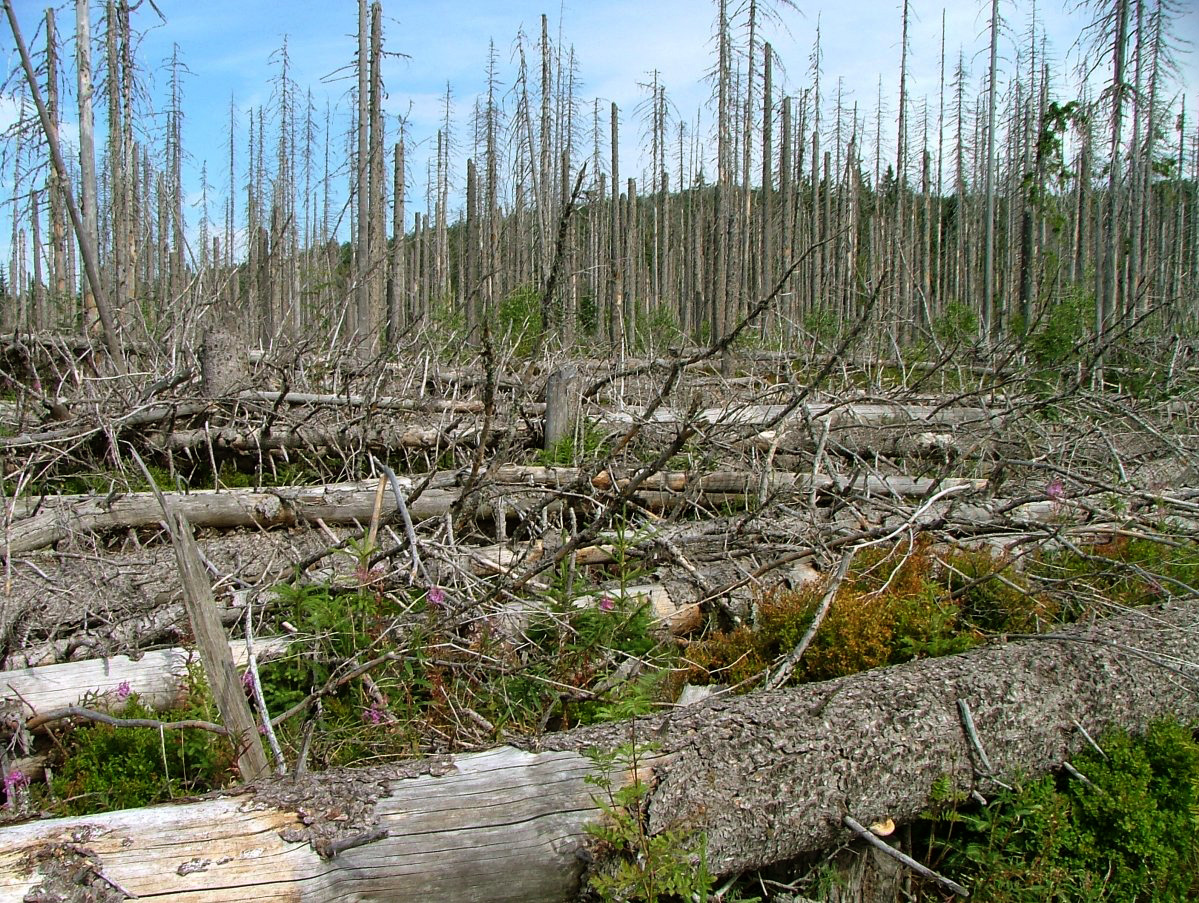
Škody na lese způsobené populací kůrovce v Bavorském lese (pozdní stadium)

## Rizikové faktory

### Obecné rizikové faktory a prevence
Mnohým typům poškození lze předcházet odbornými lesnickými znalostmi, jiné jsou vnějšími vlivy, které nelze ovlivnit pouhým lesním hospodařením.

#### Abiotické faktory
Rozsah poškození lesů vichřicemi závisí na různých faktorech. Vysoké stromy jsou vždy ohroženy více než nízké. Čím větší je průměr kmene v prsní výšce v poměru k celkové výšce (poměr h/d), tím je jednotlivý strom stabilnější.
Riziko lesních požárů lze snížit minimalizací hořlavého materiálu v porostu; odstraňování mrtvého dřeva je však v rozporu s cíli ochrany přírody. Celé porosty se obvykle stávají obětí plamenů nebo poškození hmyzem, pokud se jedná o stejnověké monokultury. Jehličnany jsou obecně ohroženy více než listnaté stromy. Husté mladé porosty hoří snadněji než staré porosty s několika velkými stromy.

#### Biotické faktory
Prevence lze dosáhnout přilákáním nebo odlákáním organismů pomocí chemických nebo fyzikálních podnětů. Metody lákání pomocí pachů (vlastního druhu nebo dřevin), světelných nebo akustických signálů představují plynulý přechod k terapeutickým opatřením (vábení), ale jsou běžné pro odhad populačních trendů. Dynamika některých potenciálně škodlivých druhů hmyzu se sleduje, aby bylo možné v případě potřeby rychle reagovat na gradaci. Ke sledování populací hmyzu se používají feromonové pasti. Závěry o vývoji populace lze vyvodit z počtu chycených živočichů.
U hlodavců je také možné regulovat rozmnožování pomocí antikoncepce nebo sterilizace či vytváření genetických vad (z vajíček se vyvíjejí neživotaschopná embrya). Vývojová inhibice naproti tomu působí v pozdější fázi vývoje organismu.
Aby se zabránilo masovému rozmnožování hmyzu, je vhodné ohrožené dřevo z lesa včas odstranit. Ohnisky jsou silnější jehličnaté stromy, které poskytují životní prostředí pro kůrovce a dřevokazný hmyz. Odstranění takových stromů, které jsou často káceny právě za tímto účelem, dříve, než vyletí druhá generace, pomáhá zpomalit vývoj populace. Důležitá je také podpora antagonistů potenciálních „škodlivých druhů“. Vosičky rodu Ichneumon působí v juvenilním stadiu jako parazitoidi na mnoha těchto druzích. V dospělosti jsou však závislé na přítomnosti kvetoucích rostlin. Podpora takových rostlin snižuje riziko gradace fytofágního hmyzu. Požáry a gradace hmyzu jsou však v některých lesích, např. v boreálních jehličnatých lesích, nedílnou součástí ekosystémů. Protiopatření nejsou v takových případech vždy užitečná nebo žádoucí.
Poškozování lesů hlodavci lze rovněž zabránit lesnickými opatřeními. Vysoké trávy poskytují myším životní prostředí. Jejich výskytu lze předcházet zohledněním výchozí situace při zakládání porostů, v rámci péče o mladé porosty nebo v případě potřeby jejich ručním ožínáním; existuje zde také vzájemná vazba na regulaci populace srnčí zvěře. Predátoři, jako jsou lišky a divoké kočky, mohou přirozeně přispět k prevenci predace myší. To lze do značné míry zajistit údržbou stanovišť a obezřetným hospodařením se zvěří. U zvláště ohrožených mladých porostů listnatých stromů se někdy vztyčují asi 2 až 3 metry vysoké sloupy pro dravce.

### Lidské faktory
V klimaxovém stadiu přirozené sukcese odpovídá složení druhů a jedinců v lese optimu z hlediska biotických a abiotických faktorů prostředí, a tedy největší možné odolnosti vůči poškození lesa. Lesní hospodářství této dokonalosti nedosáhne, protože nelze určit a zohlednit všechny stanovištní faktory. Antropogenní faktory, které vedou k poškození lesa, proto nezahrnují pouze emise znečišťujících látek v podobě kyselých dešťů, těžkých kovů a dusíkatých hnojiv, ale začínají také „uměle“ zvolenou zásobou. Vznik poškození lesa mohou podpořit následující opatření:
- Pěstování nepůvodních (nemístných) druhů dřevin – např. smrku mimo horské oblasti.
- Neustálé, nenahraditelné odstraňování biomasy prostřednictvím těžby dřeva.
- Osazování velkých ploch stejnými nebo jen několika málo druhy, ačkoli odlišné mikroklimatické, hydrologické a půdně-chemické podmínky by přirozeně vedly ke vzniku velmi odlišných lesních typů.
- Šlechtění modifikovaných rostlin může způsobit změnu stability – stromy například nejsou schopny přežít bez úhony bouřky nebo jsou náchylnější k chorobám (možné jsou však i opačné účinky, tzv. šlechtění na rezistenci).
- Monokultury nebo příliš husté porosty zvyšují riziko abiotických škod na lese, zejména větrných polomů. To se týká jak výchovy porostů, tak jednotlivých stromů.[19]

Lesnické techniky vedou také k přímému poškození porostů člověkem. Mohou to být srážky stromů se zbývajícími stromy při těžbě dřeva nebo později při dopravě dřeva z porostu na lesní cestu („smykové škody“). Rány na kůře umožňují vniknutí patogenů, zejména hub, do rostlinného organismu. Kromě toho dochází při používání těžké techniky ke značnému zhutnění půdy, což má negativní dopad na bylinnou vrstvu a kořenovou zónu stromů.
Nakonec i biotické škody, jako je hromadné okusování jelení zvěří nebo loupání stromů jelení zvěří, jsou nepřímo způsobeny člověkem. V oblastech bez velkých predátorů, jako je rys nebo vlk, jsou nadměrné stavy zvěře způsobeny nevhodným mysliveckým hospodařením. Preventivní opatření proti okusu a loupání však není možné provádět pouze snížením hustoty zvěře, ale také pasivními ochrannými opatřeními pro obnovu. Obnovní plochy náchylné k okusu se často oplocují, dokud malé stromky nevyrostou „mimo dosah jelení zvěře“, tj. dokud nedosáhnou výšky kolem 130 až 150 cm. Během této doby jsou často nutná opatření na údržbu oplocení. Ohrady proti jelení zvěři musí splňovat vyšší nároky a jsou nákladnější. Problémem oplocování ploch je vytlačování, a tím i zvyšování pastevního tlaku na sousední lesní plochy. Alternativně lze jednotlivé stromy chránit před okusem mechanicky (pomocí „drátěné ochrany“) nebo chemicky (nátěrem denaturantem).

### Rizika způsobená změnou klimatu
V důsledku vznikajících klimatických změn v průběhu globálního oteplování lze očekávat složité reakce a nárůst poškození lesů. Přesné důsledky je obtížné odhadnout vzhledem k nejistým prognózám týkajícím se rozsahu klimatických změn. Lesnická protiopatření často nejsou možná, kromě postupné přeměny náchylných čistých jehličnatých porostů na klimaticky tolerantnější smíšené lesy.
Za předpokladu, že se během vegetačního období se zvýšenou průměrnou teplotou nezmění množství srážek, a tím se zvýší míra evapotranspirace, může dojít k nedostatku vody. V důsledku toho je pravděpodobné, že dojde ke ztrátám na produkci, k náchylnosti k chorobám a k úhynu jednoho nebo více druhů dřevin. Zvyšuje se riziko lesních požárů. Zvýšení obsahu CO2 v ovzduší by mohlo částečně působit proti nedostatku vody, protože fotosyntéza by se stala účinnější.
Pokud je však zvýšení teploty během vegetačního období spojeno také se zvýšením srážek, dochází k dalším nestabilitám – kromě možných pozitivních účinků na čistý růst: Je možné, že se změní konkurence mezi dřevinami, což by vyžadovalo přizpůsobení koncepcí obnovy a prořezávek, aby se zabránilo hospodářským škodám. Biotické škody jsou pravděpodobnější, protože by se mohla změnit odolnost stromů vůči patogenům, jejichž životní podmínky by se pravděpodobně zlepšily. Mírné zimy a delší vegetační období silně ovlivňují růstové chování škodlivých populací, jako jsou populace některých můr nebo brouků.
Významným faktorem je však nejen množství srážek, ale také jejich četnost. Pokud se během vegetačního období vyskytnou delší období sucha, může to vést k vážnému poškození vegetace. Postiženy by byly zejména druhy s oceánským klimatickým optimem.
Mnohé nasvědčuje tomu, že se zvýší četnost a intenzita bouřkových událostí, což opakovaně přetěžuje stabilitu mnoha lesů (zejména nepůvodních jehličnanů). Totéž platí pro riziko polomů sněhu, které by se zvýšilo s nárůstem sněhových srážek při teplotách vzduchu kolem bodu mrazu.
V Německu vedl nárůst teplot od roku 2010 s několika nadměrně suchými roky po sobě k rozsáhlým škodám na lesích, zejména na smrkových porostech. V roce 2019 vyzvali spolkoví a zemští politici k zalesňování méně citlivými smíšenými lesy jako k protiopatření.
Ztráty jsou však patrné i u řady dalších hlavních dřevin, jako jsou dub, buk, borovice, jedle, jasan a javor. V souvislosti s klimatickým stresem se hovoří také o „novém úhynu stromů“, neboť ve střední Evropě lze pozorovat celkový nárůst úhynu s tendencí ke starším a větším jedincům.

### Související stránky
- Kůrovcová kalamita v Česku
- Stromy poškozené bleskem
- Stromy poškozené červenou hnilobou
- Stromy poškozené hnědou hnilobou
- Stromy poškozené ohněm